# Liste von verfilmten Werken H. P. Lovecrafts
Diese Liste enthält eine Auswahl von Verfilmungen, die auf Erzählungen des amerikanischen Schriftstellers H. P. Lovecraft beruhen.
| Jahr | Titel                                      | Originaltitel                                                        | Regisseur                                    | Vorlage (deutscher Titel)                                                                   | Anmerkungen |
| ---- | ------------------------------------------ | -------------------------------------------------------------------- | -------------------------------------------- | ------------------------------------------------------------------------------------------- | --- |
| 1963 | Die Folterkammer des Hexenjägers           | The Haunted Palace                                                   | Roger Corman                                 | Der Fall Charles Dexter Ward                                                                | Wahrscheinlich die erste Lovecraft-Verfilmung überhaupt. Offiziell als Teil von Roger Cormans Poe-Zyklus vermarktet (der Originaltitel ist einem Gedicht von Poe entlehnt).                                                                                        |
| 1965 | Das Grauen auf Schloß Witley               | Die, Monster, Die                                                    | Daniel Haller                                | frei nach Motiven aus Die Farbe aus dem All                                                 | Der erste Film als Regisseur von Daniel Haller, der zuvor nur als Filmarchitekt gearbeitet hatte, unter anderem auch für Cormans Die Folterkammer des Hexenjägers                                                                                                  |
| 1967 | Die verschlossene Tür                      | The Shuttered Room                                                   | David Greene                                 | nach Die vernagelte Tür von Lovecraft und August Derleth                                    | Einzige Kinoverfilmung einer der aus der posthumen „Kollaboration“ von Lovecraft und Derleth hervorgegangenen Stories. Als Regisseur war ursprünglich Ken Russell vorgesehen, sagte aber ab                                                                        |
| 1968 | Die Hexe des Grafen Dracula                | Curse of the Crimson Altar                                           | Vernon Sewell                                | frei nach Motiven aus Träume im Hexenhaus                                                   | |
| 1970 | Voodoo Child                               | The Dunwich Horror                                                   | Daniel Haller                                | frei nach Motiven aus Das Grauen von Dunwich                                                | |
| 1975 | H.P. Lovecraft: Schatten aus der Zeit      | H.P. Lovecraft: Schatten aus der Zeit                                | George Moorse                                | Der Schatten aus der Zeit                                                                   | Der Film ist als Folge von Standbildern mit darüberliegendem Kommentar erzählt |
| 1981 | Tanz der Teufel                            | The Evil Dead                                                        | Sam Raimi                                    |                                                                                             | Keine direkte Lovecraft-Verfilmung, aber das Necronomicon hat eine zentrale Funktion in der Handlung. |
| 1985 | Re-Animator                                | Re-Animator                                                          | Stuart Gordon                                | Herbert West – der Wiedererwecker                                                           | Erster Lovecraft-Film von Stuart Gordon. Zog mehrere Fortsetzungen nach sich, beginnend mit Bride of Re-Animator, die außer der Titelfigur mit Lovecraft nicht mehr viel zu tun haben.                                                                             |
| 1986 | From Beyond – Aliens des Grauens           | From Beyond                                                          | Stuart Gordon                                | Vom Jenseits                                                                                | |
| 1987 | The Curse – Die Farm des Grauens           | The Curse                                                            | David Keith                                  | Die Farbe aus dem All                                                                       | |
| 1988 | White Monster                              | The Unnamable                                                        | Jean-Paul Ouellette                          | Das Unnennbare                                                                              | |
| 1991 | Evil Dead – Die Saat des Bösen             | The Resurrected                                                      | Dan O’Bannon                                 | Der Fall Charles Dexter Ward                                                                | |
| 1992 | The Unnamable II                           | The Unnamable II: The Statement of Randolph Carter                   | Jean-Paul Ouellette                          | Die Aussage des Randolph Carter                                                             | Sequel zu White Monster |
| 1993 | H. P. Lovecrafts Necronomicon Episodenfilm | Necronomicon                                                         | Brian Yuzna, Christophe Gans, Shûsuke Kaneko | frei nach Die Ratten im Gemäuer, Kühle Luft und Der Flüsterer im Dunkeln                    | In der Rahmenhandlung spielt H. P. Lovecraft selbst die Hauptrolle. Regisseur Yuzna war zuvor auch als Produzent und Drehbuchautor bei einigen von Stuart Gordons Lovecraft-Filmen tätig gewesen.                                                                  |
| 1994 | Shocking Fear                              | Lurking Fear                                                         | C. Courtney Joyner                           | frei nach Die lauernde Furcht                                                               | |
| 1994 | Die Mächte des Wahnsinns                   | In the Mouth of Madness                                              | John Carpenter                               | frei nach Motiven von H. P. Lovecraft                                                       | Keine offizielle Lovecraft-Verfilmung, aber voller Anspielungen auf seine Werke. So sind die Ausschnitte aus den Erzählungen von Sutter Cane eigentlich Lovecraft-Zitate. Der Originaltitel ist eine Paraphrase auf Shadow over Innsmouth und Mountains of Madness |
| 1995 | Castle Freak                               | Castle Freak                                                         | Stuart Gordon                                | sehr frei nach Der Außenseiter                                                              | |
| 1997 | Hemoglobin                                 | Bleeders                                                             | Peter Svatek                                 | Die lauernde Furcht                                                                         | Drehbuch: Dan O’Bannon, der 1991 als Regisseur Evil Dead gedreht hatte |
| 1998 | (Kein deutscher Titel) TV-Film             | Out of Mind: The Stories of H. P. Lovecraft                          | Raymond Saint-Jean                           | nach Motiven mehrerer Erzählungen, unter Verwendung von Ausschnitten aus Briefen Lovecrafts | H. P. Lovecraft selbst ist eine der Hauptfiguren in diesem Film, der in mehreren sich durchdringenden Zeit- und Traumebenen spielt. Im Zentrum stehen u. a. das Necronomicon und die Figur des Randolph Carter                                                     |
| 2001 | Dagon                                      | Dagon                                                                | Stuart Gordon                                | nach Motiven aus Schatten über Innsmouth und Dagon                                          | |
| 2003 | Shunned House – Haus der Toten             | La casa sfuggita                                                     | Ivan Zuccon                                  | Das gemiedene Haus                                                                          | |
| 2004 | Marebito                                   | Marebito                                                             | Takashi Shimizu                              | unter Verwendung einiger Motive aus Berge des Wahnsinns                                     | |
| 2005 | The Call of Cthulhu                        | The Call of Cthulhu                                                  | Andrew Leman                                 | Cthulhus Ruf                                                                                | Stummfilm in Schwarzweiß, im Stil der 20er Jahre. Erster Film der H. P. Lovecraft Historical Society (HPLHS) |
| 2005 | Dreams in the Witch-House TV-Episode       | Dreams in the Witch-House                                            | Stuart Gordon                                | Träume im Hexenhaus                                                                         | Episode 2 in Staffel 1 der Horror-Serie Masters of Horror |
| 2008 | H. P. Lovecrafts Saat des Bösen            | Color from the Dark                                                  | Ivan Zuccon                                  | Die Farbe aus dem All                                                                       | |
| 2009 | (kein deutscher Titel) TV-Film             | The Dunwich Horror                                                   | Leigh Scott                                  | nach Das Grauen von Dunwich                                                                 | Zum Teil Remake von Voodoo Child (1970). Dean Stockwell, damals als Wilbur Whateley zu sehen, spielt nun Dr. Henry Armitage |
| 2010 | (Kein deutscher Titel) Film in zwei Teilen | La herencia Valdemar / La herencia Valdemar II – La sombra prohibida | José Luis Alemán                             | frei nach Motiven aus verschiedenen Erzählungen Lovecrafts                                  | Unter anderem werden Pickmans Modell und Cthulhus Ruf zitiert. Cthulhu selber hat am Ende des zweiten Teils einen Auftritt. Auch der Autor Lovecraft tritt in Erscheinung.                                                                                         |
| 2010 | Die Farbe                                  | Die Farbe                                                            | Huan Vu                                      | Die Farbe aus dem All                                                                       | |
| 2011 | The Whisperer in Darkness                  | The Whisperer in Darkness                                            | Sean Branney                                 | Der Flüsterer im Dunkeln                                                                    | Zweiter Film der H. P. Lovecraft Historical Society (HPLHS), diesmal mit Ton, aber wieder in Schwarzweiß, im Stil von Horrorfilmen der 30er Jahre |
| 2017 | (kein deutscher Titel)                     | Herbert West: Re-Animator                                            | Ivan Zuccon                                  | Herbert West – der Wiedererwecker                                                           | Die inzwischen fünfte Lovecraft-Verfilmung des italienischen Regisseurs Zuccon |
| 2017 | The Colour Out of Space                    | The Colour Out of Space                                              | Patrick Müller                               | frei nach Motiven aus Die Farbe aus dem All                                                 | Stummfilm, gedreht auf 16 mm in England |
| 2019 | The Garden                                 | The Garden                                                           | Patrick Müller                               | Ein Garten                                                                                  | Poesiefilm, gedreht auf Super 8 in Savannah, Georgia |
| 2019 | Die Farbe aus dem All                      | Color Out of Space                                                   | Richard Stanley                              | Die Farbe aus dem All                                                                       | |
| 2020 | Underwater – Es ist erwacht                | Underwater                                                           | William Eubank                               | frei nach Motiven aus Cthulhus Ruf                                                          | Bei dem namenlosen Monsterwesen handelt es sich nach Aussage des Regisseurs um Cthulhu |
| 2020 | The Deep Ones                              | The Deep Ones                                                        | Chad Ferrin                                  | frei nach Motiven aus Schatten über Innsmouth und Dagon                                     | |
| 2020 | Castle Freak                               | Castle Freak                                                         | Tate Steinsiek                               | frei nach Motiven aus Der Außenseiter                                                       | Neuverfilmung von Castle Freak aus dem Jahr 1995 |
| 2021 | Masking Threshold                          | Masking Threshold                                                    | Johannes Grenzfurthner                       |                                                                                             | Keine direkte Lovecraft-Verfilmung, aber die „Großen Alten“ haben eine zentrale Funktion in der Handlung. |
| 2022 | Pickman's Model TV-Episode                 | Pickman's Model                                                      | Keith Thomas                                 | Frei nach Pickmans Modell                                                                   | Episode 5 in Staffel 1 der Horror-Serie Guillermo del Toro's Cabinet of Curiosities |
| 2022 | Dreams in the Witch House TV-Episode       | Dreams in the Witch House                                            | Catherine Hardwicke                          | Träume im Hexenhaus                                                                         | Episode 6 in Staffel 1 der Horror-Serie Guillermo del Toro's Cabinet of Curiosities |
| 2023 | Ancient Lore                               | Ancient Lore                                                         | Patrick Müller                               | Oceanus                                                                                     | Poesiefilm, gedreht in Frankreich auf 16 mm |
| 2023 | Batman: The Doom That Came To Gotham       | Batman: The Doom That Came To Gotham                                 | Christopher Berkeley und Sam Liu             | Batman: Schatten über Gotham                                                                | Teil der sogenannten DC Universe Animated Original Movies und als Elseworld-Film angelegt, der basierend auf dem gleichnamigen Comic ausführliche Motive und Zitate von H.P. Lovecraft und speziell dem Cthulhu-Mythos aufgreift                                   |